# Daniel Kreutz
Daniel Kreutz (* 10. Oktober 1954 in Recklinghausen) ist ein deutscher Politiker und Sozialexperte.
Kreutz war von 1990 bis 2000  Abgeordneter des nordrhein-westfälischen Landtags für Bündnis 90/Die Grünen. Anschließend war er bis 2010 Referent für Sozialpolitik beim Sozialverband Deutschland (SoVD) e.V., Landesverband NRW. Seither engagiert er sich ehrenamtlich in der Sozialpolitik des SoVD auf Landes- und Bundesebene.

## Leben
Nach dem Abitur 1973 in Leverkusen begann er ein Studium der Philosophie und der Germanistik, das er später abbrach. In Köln schulte er von 1981 bis 1983 zum Maschinenschlosser um und war in diesem Beruf von 1985 bis 1990 tätig.
1972 trat Kreutz der Jugendorganisation der Gruppe Internationale Marxisten (GIM), der Revolutionär-Kommunistischen Jugend (RKJ) bei, kurz darauf wurde er Mitglied der GIM. Kreutz engagierte sich in der Anti-Atomkraft- und der Friedensbewegung und nahm 1985 am 12. Weltkongress der IV. Internationale teil. Von 1985 bis 1990 war er Betriebsrat, Mitglied des Handwerksausschusses der IG Metall Köln und der Tarif- und Verhandlungskommission der IG Metall für das Schlosserhandwerk in Nordrhein-Westfalen.
1986 trat er der Partei Die Grünen bei und war Sprecher der Landesarbeitsgemeinschaft „Grüne und GewerkschafterInnen“ von 1986 bis 1991. Von 1989 bis 1990 war Kreutz Beisitzer im Landesvorstand und wurde 1990 über die Landesreserveliste der Grünen in den nordrhein-westfälischen Landtag gewählt. Dort war er Sprecher der Fraktion für Arbeit, Gesundheit und Soziales. Bei den Koalitionsverhandlungen mit der SPD im Jahre 1995 war er Verhandlungsführer der Grünen für den Zuständigkeitsbereich des Ministeriums für Arbeit, Gesundheit und Soziales und gegen Ende des 12. Landtages Mitglied des Koalitionsausschusses unter dem Vorsitz von Ministerpräsident Wolfgang Clement. Im Koalitionsstreit um den Braunkohletagebau Garzweiler II war Kreutz Sprecher des linken Parteiflügels.
Wegen Unstimmigkeit mit der politischen Entwicklung der Grünen auf Bundes- und Landesebene verzichtete Kreutz auf eine erneute Kandidatur zur Landtagswahl 2000. Kurz darauf trat er aus der Partei aus und ist seitdem parteilos.
Seit 1998 ist Kreutz Mitglied des „Netzwerks für eine demokratische Kontrolle der Finanzmärkte“ (Vorläuferorganisation von Attac Deutschland), danach wurde er Mitglied von attac Deutschland. Er war zeitweilig in der attac-AG „Soziale Sicherung“ engagiert und verfasste Artikel und Aufsätze zu Fragen der Sozialpolitik. Darüber hinaus ist er Mitglied im Beirat der Rosa-Luxemburg-Stiftung NRW und im wissenschaftlichen Beirat der Bildungsgemeinschaft SALZ e.V.

## Schriften
- zusammen mit Klaus Dräger und Annelie Buntenbach: Zukunftsfähigkeit und Teilhabe. Alternativen zur Politik der rot-grünen neuen Mitte. VSA-Verlag, Hamburg 2000, ISBN 3-87975-779-8
- zusammen mit Arno Klönne und Otto Meyer: Es geht anders! Alternativen zur Sozialdemontage. Mit einem Beitrag von Gisela Notz, 2., aktualisierte Neuauflage, PapyRossa-Verlag, Köln 2006, ISBN 3-89438-305-4